# Новоуральск (Оренбургская область)
Новоура́льск — село в Кувандыкском городском округе Оренбургской области России.

## География
Расположено на левом берегу реки Урал в месте впадения в него реки Жангызагашсай в 27 км к юго-западу от Кувандыка, в 90 км к западу от Орска, в 160 км к юго-востоку от Оренбурга.

## История
Основано переселенцами из Ростовской и Тамбовской губерний в конце 19 века.

До упразднения Кувандыкского района село являлось центром Новоуральского сельсовета.

## Население

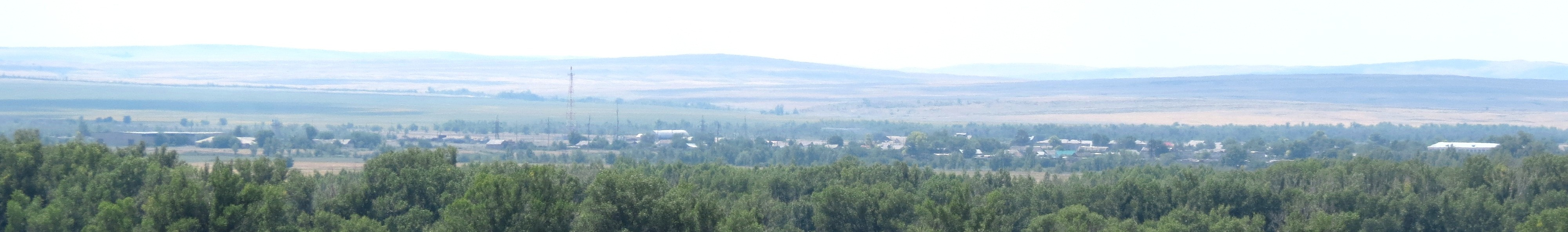
Панорама Новоуральска

| 2010 |
| ---- |
| 1112 |

## Инфраструктура
Личное подсобное хозяйство с зоной сельскохозяйственного использования, индивидуальная застройка усадебного типа.
Основа экономики — сельское хозяйство.
В селе имеются хлебопекарня, отделение почтовой связи, больница, магазины.

## Транспорт
Автобусное сообщение с райцентром. По южной окраине села проходит автодорога от Оренбурга (через Беляевку) в посёлки Урал и Маячный. Через мост вблизи села на правый берег отходит дорога в Кувандык (выходит к автодороге Оренбург — Орск у ближайшего посёлка Краснощёково).